# Rafael L. Silva
Rafael L. Silva (Belo Horizonte, 18. lipnja 1994.) je brazilsko-američki glumac. Najpoznatiji je po svojoj ulozi Carlosa Reyesa, policajca meksičkih korijena, u seriji 911: Teksas.

## Biografija
Silva je rođen 1994. u gradu Belo Horizonte u Brazilu.
Kada je bio dječak želio je postati veterinar, kao što je bio njegov djed, no s 13 godina se s obitelji seli u Sjedinjene Države u New Jersey. Kao Latinos i imigrant, u početku se nije osjećao dobrodošao i to je znatno utjecalo na njegovo odrastanje. Engleski je učio čitanjem povijesnih knjiga iz koje saznaje ružniju stranu američke i europske kolonijalne povijesti. Postao je introvertiran i imao je strah od javnog nastupa u srednjoj školi. Tada upisuje satove glume kako bi prevladao taj strah. Tu svoju odluku opisuje sljedećim riječima: "I figured if you were going to be afraid of something, you might as well be in the eye of the hurricane. So I started acting because I was afraid of speaking in public..."

## Osobni život
Silva je izašao iz ormara s 19 godina i od tada je otvoreno gay te, po svojim riječima, u svojim ulogama nastoji što bolje izraziti dobre i kvalitetne strane LGBT zajednice.
Silva je fluentan u engleskom, portugalskom i španjolskom.